# Pseudomussaenda
Pseudomussaenda  es un género con seis especies de plantas con flores perteneciente a la familia de las rubiáceas. 
Es nativo de África tropical.

## Especies
- Pseudomussaenda angustifolia Troupin & E.M.A.Petit (1953).
- Pseudomussaenda flava Verdc. (1951 publ. 1952).
- Pseudomussaenda gossweileri Wernham (1916).
- Pseudomussaenda monteiroi (Wernham) Wernham (1916).
- Pseudomussaenda mozambicensis Verdc. (1993).
- Pseudomussaenda stenocarpa (Hiern) E.M.A.Petit (1954).